# Chris Carter
Chris Carter (Bellflower, 13 ottobre 1956) è un regista, sceneggiatore, produttore televisivo e produttore cinematografico statunitense.
Cresciuto nella sua città natale, Chris Carter si è laureato in giornalismo presso la California State University di Long Beach. Lavorò come giornalista freelance ed editore per la rivista "Surfing" prima di cominciare nel 1985 la sua carriera di sceneggiatore per gli Studi della Walt Disney.
Nel 1992 ha cominciato a lavorare per Fox creando la serie TV X-Files che otterrà notevole successo di pubblico e per la quale vincerà tre Golden Globe. Nel 1996 crea la serie tv Millennium e nel 1999 la serie Harsh Realm. Dal 1989 Chris Carter è sposato con Dori Pierson.

## Filmografia

### Attore

#### Cinema
- X-Files - Voglio crederci (The X-Files: I Want to Believe), regia di Chris Carter (2008) (non accreditato)

#### Televisione
- X-Files (The X-Files) – serie TV, episodi 2x25-7x19 (1995-2000)
- The Lone Gunmen – serie TV, episodio 1x05 (2001)

### Regista

#### Cinema
- X-Files - Voglio crederci (The X-Files: I Want to Believe) (2008)

#### Televisione
- Cinque ragazze e un miliardario (Rags to Riches) – serie TV, episodio 2x04 (1987)
- X-Files (The X-Files) – serie TV, 15 episodi (1994-2018)

### Produttore

#### Cinema
- X-Files - Il film (The X-Files), regia di Rob S. Bowman (1998)
- X-Files: Voglio crederci (The X-Files: I Want to Believe), regia di Chris Carter (2008)

#### Televisione
- Cinque ragazze e un miliardario (Rags to Riches) – serie TV, 12 episodi (1987-1988)
- Cameo by Night – film TV (1987)
- Disneyland – serie TV, episodio 32x23 (1988)
- A Brand New Life – serie TV, episodi 1x00-1x01 (1989)
- Secrets of the X-Files, Part 2 – film TV (1996)
- Inside the X-Files – documentario TV (1998)
- Millennium – serie TV, 67 episodi (1996-1999)
- Harsh Realm – serie TV, 9 episodi (1999-2000)
- The Lone Gunmen – serie TV, 13 episodi (2001)
- The After – film TV (2014)
- X-Files (The X-Files) – serie TV, 217 episodi (1993-2018)

### Sceneggiatore

#### Cinema
- X-Files - Il film (The X-Files), regia di Rob S. Bowman (1998)
- X-Files: Voglio crederci (The X-Files: I Want to Believe), regia di Chris Carter (2008)

#### Televisione
- Cinque ragazze e un miliardario (Rags to Riches) – serie TV, episodi 2x03-2x09 (1987)
- Cameo by Night – film TV (1987)
- Disneyland – serie TV, episodi 31x04-32x23 (1986-1988)
- A Brand New Life – serie TV, 13 episodi (1989-1990)
- Voci nella notte (Midnight Caller) – serie TV, episodio 3x19 (1991)
- Secrets of the X-Files, Part 1 – documentario TV (1995)
- Secrets of the X-Files, Part 2 – documentario TV (1996)
- Inside the X-Files – documentario TV (1998)
- Millennium – serie TV, 67 episodi (1996-1999)
- Harsh Realm – serie TV, 9 episodi (1999-2000)
- The Lone Gunmen – serie TV, 13 episodi (2001)
- The After – film TV (2014)
- X-Files (The X-Files) – serie TV, 217 episodi (1993-2018)